# Gonçalo da Silveira
Gonçalo da Silveira, né à Almeirim le 23 février 1526 et  mort (assassiné) dans l'Empire Monomotapa le 6 mars 1561, est un missionnaire jésuite portugais.

## Biographie
Éduqué par les Franciscains (1542), il entre dans la Compagnie de Jésus à Coimbra (1543). Provincial des Indes (1555-1558), il est nommé à Sofala (Mozambique) en 1560. 
Arrivé sur la côte orientale d'Afrique le 11 mars 1560, il décide de remonter le cours du Zambèze en direction du royaume Monomotapa où il parvient le 26 décembre 1560. 
Alors que les relations semblent cordiales et que le père da Silveira amorce un début d'évangélisation, il est étranglé sur ordre royal le 6 mars 1561.